# U 111 (U-Boot, 1917)
U 111 war ein diesel-elektrisches U-Boot der deutschen Kaiserlichen Marine, das im Ersten Weltkrieg zum Einsatz kam. Nach dem Krieg wurde das Boot von der US-Marine in Ausstellungen und Versuchen eingesetzt.

## Bau
U 111 wurde am 5. Mai 1916 in Auftrag gegeben. Die Herstellung des Bootskörpers übernahm die Bremer Vulkanwerft in Vegesack. Die Fertigstellung erfolgte bei der Germaniawerft in Kiel, wo das Boot am 5. September 1917 vom Stapel lief.

## Einsätze
U 111 wurde am 30. Dezember 1917 in Dienst gestellt. Nach der Testfahrt am 17. März 1918 wurde es der IV. U-Flottille in Emden und Borkum zugeordnet. Erster und einziger deutscher Kommandant war Kapitänleutnant Hans Beyersdorff (30. Dezember 1917 bis 11. November 1918). U 111 war das einzige U-Boot, das einen Geistlichen an Bord hatte (Wilhelm Meinhold, Marinepfarrer).
U 111 führte während des Ersten Weltkriegs vier Unternehmungen um die britischen Inseln durch. Dabei wurden drei Handelsschiffe – ein britisches, ein dänisches und ein norwegisches – mit einer Gesamttonnage von 3.011 BRT versenkt.
Das größte von U 111 versenkte Schiff war das britische Frachtschiff Boscastle (2.346 BRT). Das Schiff wurde am 7. April 1918 auf seiner Fahrt von Barry nach Scapa Flow etwa 14 Seemeilen nordnordwestlich von Strumble Head im St.-Georgs-Kanal torpediert. Dabei verloren 18 Personen ihr Leben.

## Verbleib
Am 20. November 1918 wurde U 111 durch die Siegermächte zunächst nach Harwich überführt, um später an die Vereinigten Staaten ausgeliefert zu werden. Ab März 1919 stand das Boot im Dienst der US-Marine. Das Kommando erhielt Lt. Comdr. Freeland A. Daubin. Im April 1919 überquerte U-111 den Nordatlantik und traf rechtzeitig zu einer Werbeveranstaltung in New York ein. In den folgenden Monaten wurde es für Ausstellungen an der Küste Neuenglands genutzt. Später kam es in militärischen Versuchen zum Einsatz. Im Juli 1921 sank es bei einer Sprengung vor Cape Charles (Virginia). Im September 2022 wurde bekannt, dass der Wracksucher Erik Petkovic das Boot, das nach Angaben der US-Marine in 490 m Tiefe liegen sollte, in nur 120 m Tiefe gefunden hatte.

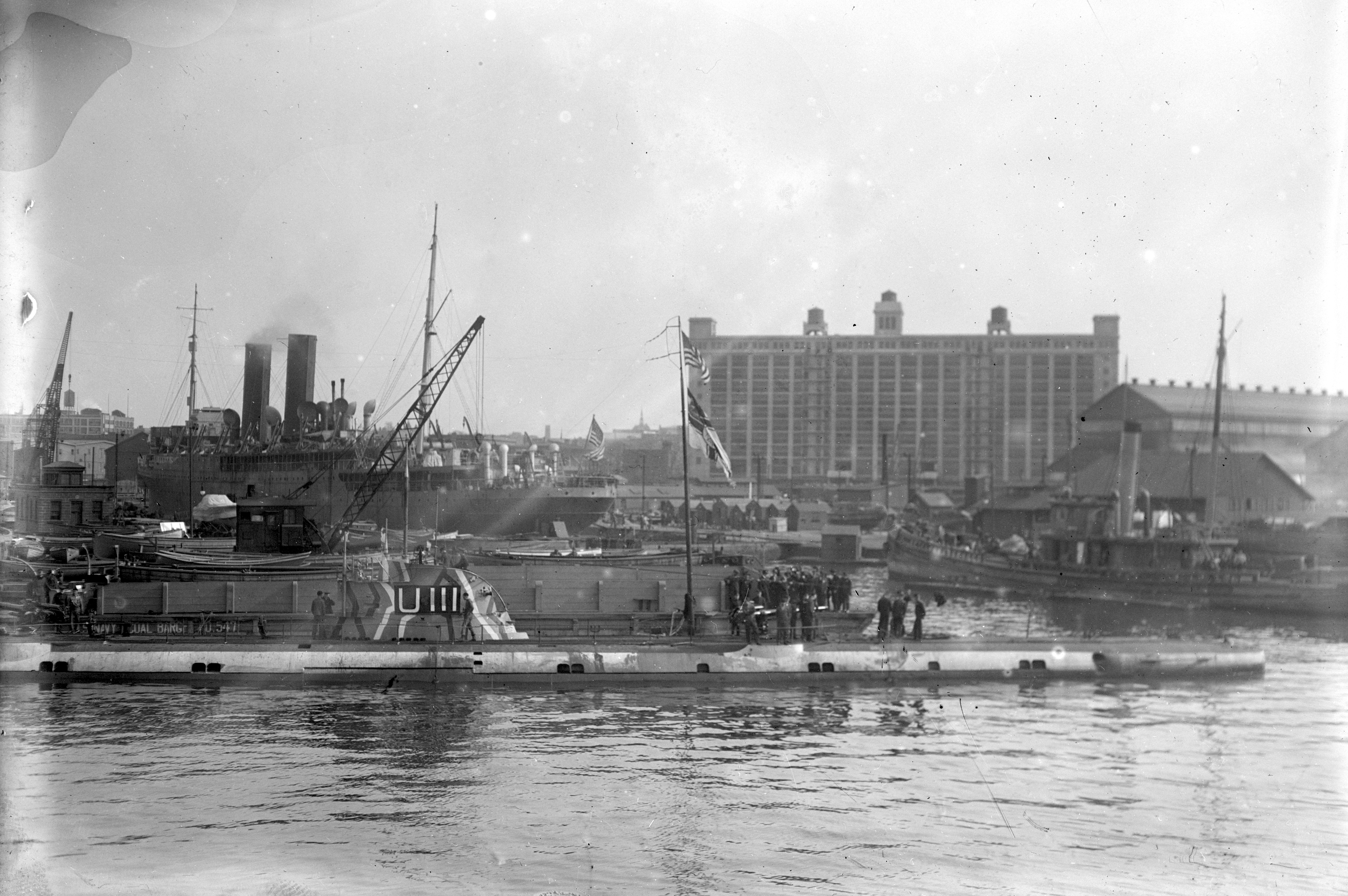
U-111 im Hafen von New York City, April 1919